# Обводнённость нефти
Обводнённость нефти — коэффициент, отражающий удельную долю воды в добываемой нефти (нефтесодержащей жидкости). Чем выше обводненность — тем меньше собственно нефти содержится в добываемой пластовой жидкости, тем выше непроизводительные расходы на подъём жидкости и её сепарацию.
Обводненность зависит как от содержания воды в исходном пласте (из которого осуществляется добыча), так и от технологических причин (обводненность увеличивается при процедурах обессоливания). Содержание воды в пласте зависит от исходного содержания, просачивания воды из соседних пород, а также от искусственного нагнетания воды с целью поддержания пластового давления.
На старых месторождениях обводнённость вырастает до 98—99 % вследствие интенсивного нагнетания воды, что значительно уменьшает эффективность эксплуатации таких месторождений.
Вода содержится в нефтяной жидкости либо в виде смеси (и относительно легко отстаивается), либо в виде эмульсий, что делает необходимым более сложные методы сепарации.